# Maculonaclia bicolorata
Maculonaclia bicolorata là một loài bướm đêm thuộc phân họ Arctiinae, họ Erebidae.